# Дав, Рита
Рита Дав (англ. Rita Frances Dove; род. 28 августа 1952, Акрон) — американская писательница.

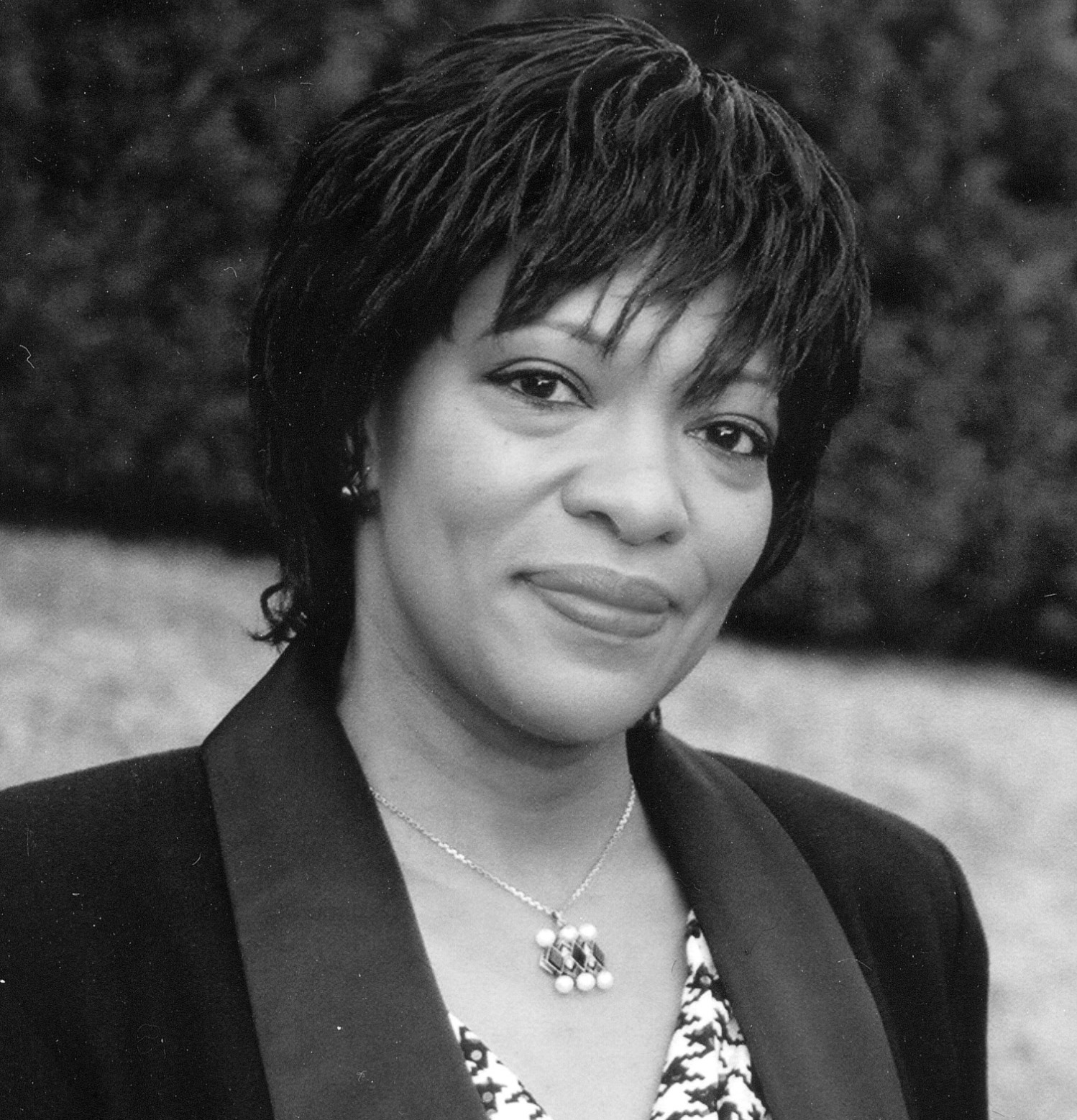
Рита Дав, 2004

Член Американского философского общества.

## Биография
Рита Дав родилась в 1952 году в семье химика-исследователя. По президентской программе одной из 100 избранников окончила публичную высшую школу в родном городе. Затем окончила Университет Майами (summa cum laude, 1973), с 1974 по Программе Фулбрайта занималась в Тюбингенском университете, в 1977 получила степень магистра в Айовском университете. С 1981 года преподавала в Университете штата Аризона. С 1989 преподавала в Виргинском университете. Первой среди афроамериканцев получила звание поэта-лауреата (1993—1995), а затем (вместе с Луизой Глюк и У. С. Мервином) — специального консультанта к 200-летию Библиотеки Конгресса (1999—2000).
Лауреат многочисленных национальных премий и наград, среди которых Пулитцеровская премия (1987, второй лауреат среди афроамериканцев). Почётный доктор 22 университетов. Поэт-лауреат штата Виргиния (2004—2006). Канцлер Академии американских поэтов (2006—2012).

## Личная жизнь
В 1979 году вышла замуж за немецкого писателя Фреда Вибана. В 1983 году у них родилась дочь Авива Дав-Вибан.

## Произведения
Стихи
- The Yellow House on the Corner (Carnegie Mellon Press, 1980)
- Museum (Carnegie Mellon, 1983)
- Thomas and Beulah (Carnegie Mellon Press, 1986)
- Grace Notes (New York: W.W. Norton, 1989)
- Selected Poems (Pantheon/Vintage, 1993)
- Mother Love (New York: W.W. Norton, 1995)
- On the Bus with Rosa Parks (New York: Norton, 1999)
- American Smooth (New York: W.W. Norton, 2004)
- Sonata Mulattica (New York: W.W. Norton, 2009)

Драмы
- The Darker Face of the Earth: A Verse Play in Fourteen Scenes (Story Line Press, 1994)

Романы
- Through the Ivory Gate (Pantheon Books, 1992)

Новеллы
- Fifth Sunday (University of Kentucky, 1985)

Эссе
- The Poet’s World (Washington: The Library of Congress, 1995)